# Funkmesstäuschungsgerät
Funkmesstäuschungsgeräte, authentische Schreibweise „Funkmeß-Täuschungsgerät“ (FuMT), auch Meßfunktäuschungsgerät, waren im Zweiten Weltkrieg von der deutschen Kriegsmarine, hauptsächlich während der Atlantikschlacht, eingesetzte Täuschkörper, die dazu dienten, alliierten Radargeräten falsche Ziele („Scheinziele“) vorzutäuschen und sie so von den eigenen U‑Booten abzulenken.
Der Name begründet sich in dem ursprünglichen deutschen Ausdruck „Funkmesstechnik“ (alte Schreibweise „Funkmeßtechnik“), statt englisch Radar, für Ortungs- und Messverfahren mithilfe der Funktechnik.
Es gab unterschiedlich Systeme, die unterschiedliche Nummern und Decknamen hatten:
- FuMT 1 – Aphrodite, ein Fesselballon mit angehängten Düppel-Streifen,
- FuMT 2 bis FuMT 6 – Thetis, diverse Bojen mit aufmontierten Radarreflektoren und
- FuMT 8 – versuchsweise genutzte Rakete mit Düppelfüllung.[2]